# Distretto di Levanto
Il distretto di Levanto è un distretto del Perù nella provincia di Chachapoyas (regione di Amazonas) con 945 abitanti al censimento 2007 dei quali 485 urbani e 460 rurali.
È stato istituito fin dall'indipendenza del Perù.